# 氢化钡
氢化钡是一种无机化合物，化学式为BaH2，它比氢化锶更加活泼。

## 制备
氢化钡可以由单质加热直接化合得到：
Ba + H2 → BaH2

## 化学性质
氢化钡在空气中可以和氧气、水反应：
2 BaH2 + O2 → 2 BaO + 2 H2O
BaH2 + 2 H2O → Ba(OH)2 + 2 H2↑
它和卤酸盐、铬酸盐等固体氧化剂的混合物遇热或撞击容易爆炸。

## 拓展阅读
- M.C.Verbraeken, et al.Demonstration of high H - ionic conductivity in barium hydride （页面存档备份，存于）